# فرقة موسيقية

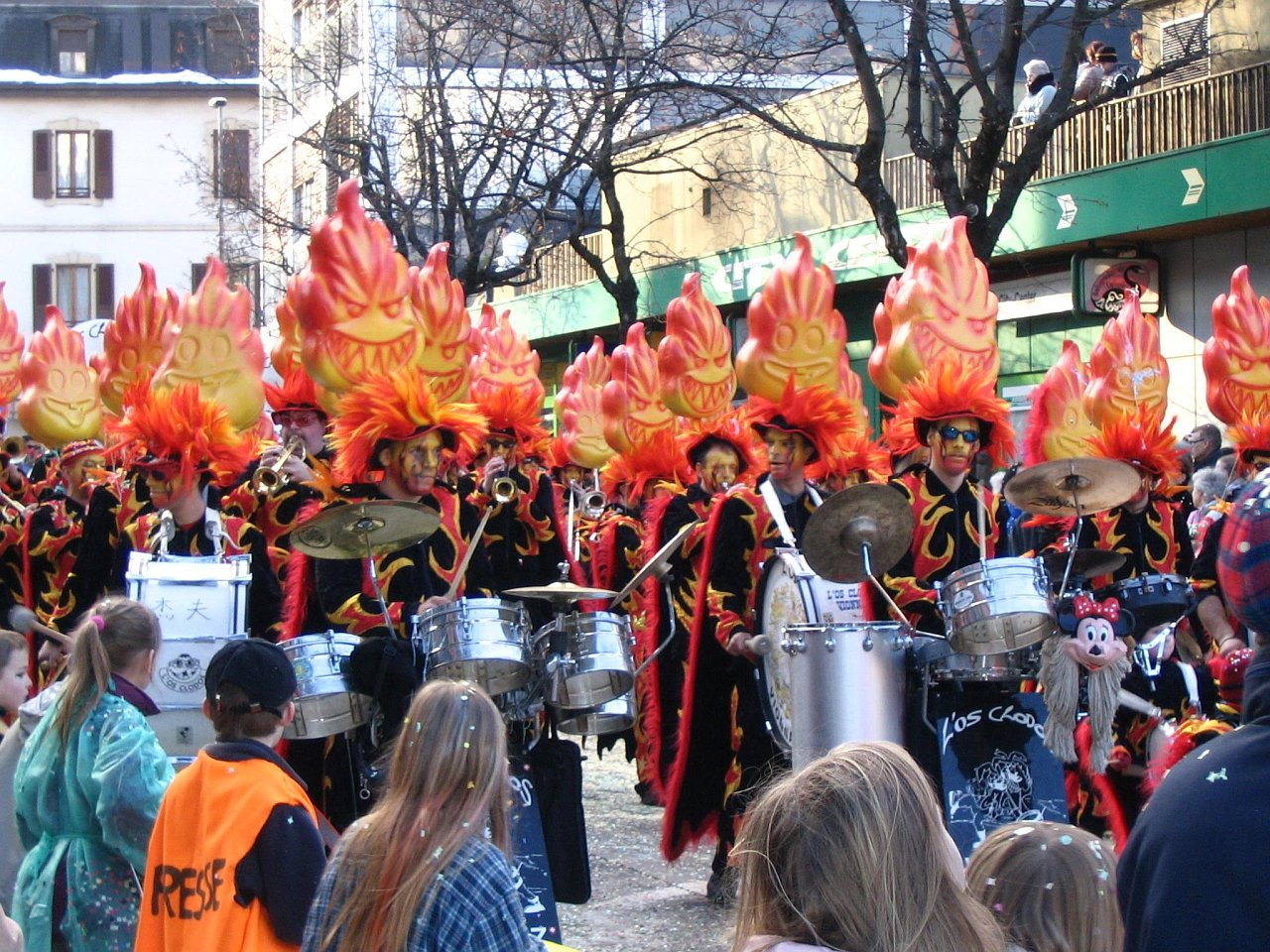
فرقة موسيقية تعزف في أحد المهرجانات في سويسرا

الفرقة الموسيقية ووفي بعض المسميات المجموعة الموسيقية - هو مصطلح يطلق علي مجموعة من الموسيقيين الذين يجتمعون من أجل عزف مؤلف موسيقى. وتعدّ هذه المجموعة موسيقية متي كان عدد أفرادها ثلاث أو أكثر، وسواء كان هذا العزف يؤدي داخل مكان مغلق - مثل الأوبرا، أو في الهواء الطلق.

## مصطلحات
جرت العادة علي أن تسخدم مصطلحات معية لوصف أداء المجموعات الموسيقية في عزف أحد أنواع الموسيقي الكلاسيكية المعروف باسم موسيقى الحجرة، غير أنه يمكن أيضا أن تطلق علي الفرق الموسيقية الآخري أيا كان نوع الموسيقي التي تقدمها، هذه المصطلحات كالتالي:
| المصطلح | الاسم الأجنبي | يستخدم لوصف                                           |
| ------- | ------------- | ----------------------------------------------------- |
| ثنائي   | duet          | فرقة مكونة من فردين / لحن يعزف علي آلتين              |
| ثلاثي   | trio          | فرقة مكونة من ثلاثة أفراد / لحن يعزف علي ثلاثة آلات   |
| رباعي   | quartet       | فرقة مكونة من أربعة أفراد / لحن يعزف علي أربعة آلات   |
| خماسي   | quintet       | فرقة مكونة من خمسة أفراد / لحن يعزف علي خمسة آلات     |
| سداسي   | sextet        | فرقة مكونة من ستة أفراد / لحن يعزف علي ستة آلات       |
| سباعي   | septet        | فرقة مكونة من سبعة أفراد / لحن يعزف علي سبعة آلات     |
| ثماني   | octet         | فرقة مكونة من ثمانية أفراد / لحن يعزف علي ثمانية آلات |
| تساعي   | nonet         | فرقة مكونة من تسعة أفراد / لحن يعزف علي تسعة آلات     |

## أصناف متباينة

### الموسيقي الكلاسيكية
وفي ضوء هذا المصطلحات، نري تباينا كبيرا في الفرق الموسيقية في عالمنا اليوم؛ فالنمط الرباعي على سبيل المثال يتجلي واضحا في رباعية الآلات الوترية (بالإنجليزية: string quartet)، والذي يمثل النموذج التقليدي لهذا النوع من الأداء، حيث يتكون من آلتي كمان (بالإنجليزية: Violin) وآله فيولا (بالإنجليزية: Viola) وآلة تشيللو أو فيولونسيل (بالإنجليزية: Cello). ويوجد نموذج آخر لتمثيل النمط الخماسي (بالإنجليزية: string quintet) في الآلات الوترية، وهو مشابها للرباعي مع إضافة آله فيولا آخري.
ويوجد في الموسيقي الكلاسيكية (بالإنجليزية: classical music) أشكال عديدة أخرى، فمثلا بإضافة آله البيانو (بالإنجليزية: Piano) إلي رباعية الآلات الوترية السابق ذكرها يتكون شكل آخر وهو خماسية البيانو (بالإنجليزية: piano quintet). وكذلك يوجد شكل مشهور في الخماسيات ألا وهو خماسية آلات النفخ (بالإنجليزية: wind quintet) حيث يتكون من خمس آلات نفخ خشبية وهي: الفلوت (بالإنجليزية: Flute)، الأوبوا (بالإنجليزية: Oboe)، الكلارينت (بالإنجليزية: Clarinet)، الباسون (بالإنجليزية: Bassoon) وآخرها المزمار (بالإنجليزية: Horn).
وفي عام 1900 بدأت فرق النفخ تشتهر بين الناس، خصوصا في الدوائر الأكاديمية والرسمية، وقد يصحبها بعض آلات الدف وآلات وترية. وفي أوروبا اليوم توجد هذه الفرق أيضا علي مستوي أصغر في مدارس التعليم الأساسي.

### الأوركسترا
في العادة، فإن الفرقة التي تحتوي علي عدة آلات موسيقية تسمي أوركسترا. وهذا النوع من الفرق يضم عادة 100 عازف علي آلات متنوعة (وترية - نفخ - نحاسية - دفوف)، وهي يطلق عليها اسم أوركسترا سيمفونى (بالإنجليزية: symphonic orchestra) أو أوركسترا فيلهارموني (بالإنجليزية: philharmonic orchestra)، أما الأوركسترا التي تحتوي علي عدد أقل من العازفين والآلات فهي تسمي أوركسترا الحجرة (بالإنجليزية: chamber orchestra).
وفي هذا النوع من الموسيقي القائم علي عزف سيمفونيات معدة خصيصا له، نري أيضا تباينا في الأنماط، فمثلا نجد أوركسترا الآلات الوترية (بالإنجليزية: string orchestra) الذي يحتوي على آلات وترية.
وفي القرن التاسع عشر، كتب كل من بيتهوفن وموزارت مؤلفات موسيقية علي نمط رباعي، غير أن موزارت كنب مؤلف فريد يسمي رباعية الكلارينت (بالإنجليزية: Clarinet Quintet) وهو رغم كونة رباعيا لآلتي كمان وآله فيولا وآلة تشيللو، إلا أنه قان بإضافة آله كلارينيت كعنصر خامس للمؤلف وكان هذا نمط استثنائي للحن الرباعي.

### الجاز
من المعتاد أن يمثل الجاز (بالإنجليزية: jazz) النمط ثلاثي، ويتكون هذا النوع من آلات البيانو، الباص (بالإنجليزية: Bass) والطبلة (بالإنجليزية: Drums). أما النمط الرباعي فهو يتكون من نفس النمط الثلاثي السابق مضافا إليه آله ساكسفون (بالإنجليزية: Saxophone). بإضافة آلات آخري يتم تنويع هذا النوع من الموسيقي.

### الكورس
الكورس (بالإنجليزية: choir) هو عبارة عن فرقة من الأصوات البشرية التي تقم بالغناء. وقد يصحبها بعض الآلات الموسيقية في الأوركسترا - مثل آلات النفخ الخشبية - ليكونا نوع آخر من الفرق وهو فرقة كورس آلات نفخ (بالإنجليزية: woodwind choir) ويسري هذا علي الأنواع الآخري من أصناف الموسيقي.

### آخرى
بدأت فرق الموسيقي الشعبية وفرق الموسيقي العسكرية في الانتشار في العديد من بلدان العالم، في القرن الماضي، ويوجد العديد من الفرق التي تغني بلغاتها المحلية بعيدا عن الإنحليزية مثل الفرق الفرنسية والألمانية فرق الموسيقي الإفريقية.

## الموسيقي العربية
الموسيقي العربية لها أصول وقواعد تختلف جذريا عن الموسيقي الغربية، لذلك تعدّ فرق قائمة بذاتها ولها مصطلحات آخري غير تلك المستخدمة في الغربية. علي أنه توجد فرق عربية تعزف الموسيقي الكلاسيكية، ففي هذه الحالة هي تتبع المصطلحات والتصنيفات الواردة هنا.